# Градска насеља Ниша
Градска насеља Ниша су инфраструктурне целине Града Ниша, које су током неколико векова, због њиховог положаја или неког историјског догађаја, у интерном жаргону од грађана Ниша, добијала занимљиве називе. Времена су се мењала, као и господари Ниша, нека насеља су се развијала и спајала, а настајала су и нова, и тако све до данашњих дана, мењали су се називи неких насеља, неки одлазили у заборав, а неки остали до данас. Како се град шири настали су и неки нови (нпр „Беверли хилс“).

## Ледена стена
Насеље Ледена стена име је добило по томе што је на том простору који је у нишкој ружи ветрова био изузетно подложан јаким ударима ветра, изграђена градска ледара. То потврђује и чињеница да је на Леденој стени скоро увек температура мало нижа него у осталим деловима града. Ледара је производња лед, за све нишке и околне кафане, посластичаре и содаџинице. Ледара је порушена, али ће по њој ово насеља задржати назив Ледана стена.
Ледена стена се налази између Главне железничке станице, на истоку и Насеља Милка Протић на западу. Ледена стена је удаљена око 3 km ваздушном линијом од центра града. У насељу се налази Основна школа „Бубањски Хероји“, специјална школа за децу са оштећеним слухом „Бубањ“, Спомен гробница Бугарским војницима итд.

## Број 6
Насеља Број 6, које се налази у подножју Коритника на 1 километар западно од Нишке Бање, назив је добило по томе што је на том месту била шеста караула Немачке окупационе војске у Другом светском рату, која је имала задатак да чува мостове на Кутинској реци од диверзаната.
Ово насеље је после рата преименовано у насеље „Никола Тесла“, мада га старе Нишлије и даље зову „Број 6“.

## Делијски Вис
Нишко насеље Делијски Вис, на падинама и испод истоименог брда, добило име по томе што су на том месту Османлије убијали виђеније и школованије Србе из Ниша и околине.
Насеље, је једно је од новијих са безброј новоизграђених објеката. Смештено је тик уз Ћеле Кулу. Од Ћеле Куле је одвојено пругом Ниш - Пирот. У насељу се налази многобројне трговинске радње, као и Основна школа „Бранко Миљковић". Најнасељенији део Делијског Виса је Улица Марина Држића. Из њега се пружа прелеп поглед на панораму Ниша.
Ово насеље иако нема директне везе са Делијама, навијачима Црвена звезде, има везе са фудбалом, јер се на у њему налази чувени стадион Женског фудбалског клуба „Машинац“, вишеструког шампиона у Југославији, Србији и шире.

## Насеље Палилула
Насеља под називом Палилула има скоро свако већа варош или град у Србији, па у том смислу и Ниш није изузетак. Ова Османлијска касаба била је изграђена од јапија, дрвених греда, па је постојала опасност од пожара. Зато се само у одређено време на овом месту могла пушити само лула (палити лулу).
Налази се у градској општини Палилула. Западно од њега налази се насеље Старо Гробље, јужно је Кованлук, источно Апеловац, а северозападно Маргер.
У центру Палилуле налази истоимена пијаца, стара и нова Железничка колонија. Стара железничка колонија до пред крај 20. века изгледала је уништено док је сада један од „највеселијих“ делова града јер је свака зграда надограђена, реновирана и офарбана у различите боје.

## Стара железничка колонија
Стара железничка колонија која административно припада градској општини Палилула, налази се западно од насеље Старо Гробље, јужно је Кованлук, источно и северозападно од Палилулске пијаца.
Име Стара железничка колонија насеље је добило по томе што су ту пре више од 50 година изграђене зграде за становање радника на железници.
Зграде овог насеља које су биле на 2-3 спрата без: централног грејања, водоводне и канализационе мреже, са нужницима удаљеним од зграда двадесетак метара, 1960-их су дозидана и реновиране,  Касније је доведена вода и канализација тако да су станови преуређивани да би се направиле  купатила.

## Насеље Расадник
Налази се поред данашњег насеља  Стара железничка колонија у општини Палилула на некада пољопривредном земљишту на коме су били расади ("Расадник") за воће и поврће. Како се град ширио на овом простору нешто касније подигнуто је насеље које је добило назив Расадник. Насеље Расадник се „наслања“ на  насеље Стара железничка колонија тако да јасна граница између насеља Стара железничка колонија и Расадник скоро да не постоји. У периоду од 2008—2013. године насеље је реновирано тако што је на зградама вршена надоградња уведено централно грејање и потпуно сређена фасада. Током реновирања уређене су и околне улице травњаци и паркићи тако да је насеље добило модеран изглед.

## Црни пут
У данашњем насељу Црном пут била је прва железничка радионица за одржавање возова и локомотива у Србији. Како је била на тадашњој периферији Ниша у њој је било много блата. Како би се обезбедио нормалан приступ радионици путеви до радионице посипани су шљаком од угља тако да је стаза била скроз црна. Такође око ње су биле и велике депоније шљаке.

## Беверли хилс
Ниш је највероватније једини град у Србији који има насеље - Беверли хилс. Како се ради о ексклузивном насељу, због стила градње и високе цене станова кућа и плацева, има и назива и „Девизно насеље II“.

## Црвени певац
Насеље Црвени певац, које се налази на ширем простору око раскрснице улица Вожда Карађорђа, Војводе Мишића и др Зорана Ђинђића, име је добило по лимарској радњи која је се налазила на југоисточном углу ове раскрснице. Изнад улазних врата ове лимарске радионице налазио се ветроказ у облику певца офарбаног у црвену боју. Иако је након проширења и реконструкције наведене раскрснице порушена стара лимарска радионица са црвеним певцом на крову, она ће кроз назив овог насеља остати запамћена за сва времена.

## Пантелеј
Насеље Пантелеј, добило је назив по цркви посвећеној Светом Пантелејмону, коју су 1878. године, коју су одмах по ослобођењу Ниша од Османлија подигле Нишке породице од добровољног прилога. Постојећи иконостас изграђен је и осликана 1905. године, у три велелепне зоне. На зидовима цркве сачувано је неколико фресака из 1878. и 1910. године.
У овом насељу на растојању од око стотину метара, од постојеће цркве Светог Пантелејмона налазе се остаци првобитне цркве посвећене Светим Врачима, Дамјану и Козми, чији је ктитор био Стефан Немања.
Испред цркве Св. Пантелејмона постоји високи звоник из 1928. дар краља Александра Првог Карађорђевића. У самој порти, бочно од цркве, налазе се параклис Св. Петке и Св. Јеванђелисте Марка.
У овом насељу око Пантелејске цркве како је многи зову постоји неколико извора здраве пијаће воде за коју се верује да је света, чудотворна и да може да лечи.
Ова насеље остаће запамћено у историји Ниша и Србије по томе што су се у порти тадашње цркве 27.јула 1189. године састали Стефан Немања и немачки цар Фридрих Барбароса, који је водио крсташима у поход на Јерусалим. Из тог сусрета остао је документ који је Стефан Немања потписао, а Фридрих Барбароса на њему оставио отисак палца.
Пантелеј се налази у северном делу Ниша, у истоименој градској општини на око 2 километра североисточно од центра града. Југоисточно од насеља налази се насеље Дурлан, јужно насеље Јагодин мала, западно насеље Црвени Крст, а северно атар сеоског насеља Каменица. Насеље по средини пресеца пут за Каменицу, Малчу и Кнез Село

## Чаир
Простор је на коме се данас налази један од најлепших градских паркова у Нишу. Смештен је у самом језгру града Ниша, и чине га три урбанистичка дела. У једном делу је велика зелена површина, у другом спортско-рекреативни комплекс (клизалиште, отворени и затворени базени, фудбалски терени, фитнес центар)., а у трећем (који је највећи) налази се стамбено пословни комплекс зграда и саобраћајница.
Управо због богате вегетације и бујног зеленила Турци су овом делу Ниша дали име “Чаир” (тур. çayır), што у преводу значи ливада, пашњак, пољана.

## Ада Женева
Један од најлепшег крајолика у градском току Нишаве у градској општини Нишка Бања, који подсећа на језеро у истоименом швајцарском граду, добило је овај назив.  Како се налази поред саме Нишаве, у њему је 2022. године започела изградња будућег аква парка и саобраћајница које би требало да олакшају улаз и излаз из овог насеља и будућег излетишта.

## Дурлан
Насеље је од давнина носило то име. То потврђује запис  извесног Мехмеда, директор турског архива, који када је први пут дошао у Ниш питао зашто се један од лепших делова Ниша зове Дурлан када на турском тако називају ђубриште?
Насеље које је, као дивље, почело да се гради 1934.  године, прво је звано Михајловац, потом Нови Ниш, а у књигама горњо-матејевачке општине, на чијем се атару налазило вођено је као Дурлан.
Административно припада градској општини Пантелеј.  Налази се североисточно од центра града, на десној обали Нишаве. Северозападно се налази насеље Пантелеј, западно насеље Јагодин мала, а источно насеља Доња Врежина и Чалије.

## Чалије
Нишко насеље Чалије добило је назив по истоименој речи која на турском језику означава густо трње којим су некада Нишлије знале да ограђују оборе за овце.
Интензивно је почело да се гради почетком 1990-их година 20. века, када је у њему изграђен вечи број приватних клиника , државни вртић. Такође, тип насеља базира на резиденцијалној основи.
Налази се око 5 km североисточно од центра града. Западно од насеља налази се градска четврт Дурлан, јужно градска четврт Доња Врежина, а североисточно насеља Доњи и Горњи Матејевац.
Насеље је приближно троугластог облика оивичено деловима улицама Матејевачки пут-Књажевачким делом ауто пута Београд-Димитровград.
Главне и најпрометније улице су: Матејевачки пут, улица Мирисних Врба и Борова улица. Својеврстан центар насеља представља Борова улица. По плану развоја у самом центру насеља у плану је изградња Православне цркве, као и школе. Урбанистичка слика насеља је донекле нарушена нелегалном градњом почетком 2000-их година.

## Насеља која су добила назив по Нишким кафанама

### Маргер
Насеље Маргер је једно од градско насеље Ниша у у градској општини Медијана.
Носи назив по истоименој кафани „Маргер“, која је у склопу реконструкције града срушена је 1955. године ради изградње велике стамбене зграде. Данас мали број Нишлија зна да је уопште постојала ова култна кафана. У њој је покојни Стеван Сремац, писац „Ивкове славе“, често свраћао и по цео дан, када нема часова у гимназији, „прибављао материјал“ за своја књижевна дела.
После Другог светског рата, крај је био познат и по томе што су се све до рушења. у сали бивше кафане „Маргер”, тада студентском клубу, окупљали средњошколци и студенти на игранкама.

### Шпај
Насеље Шпај носи назив по називу кафане Шпај која је на овом простору некада много година постојала, и у којој су редовни гости били нишки железничари и радници некадашње железничке радионице и железничке станице.

### Кичево
Насеље Кичево не носи назив само по називу продавнице која је ту некада много година постојала, већ по Македонцима који су некада насељавали овај део Ниша и у њему држали ашчинице (народне кухиње или кафане са јао укусном храном).
Јена од познатијих кафана у том насељу, на месту споменуте данашње продавнице била је двоспратна зграда у чијем је приземљу била чувена предратна кафана „Кичево“. Кафана је после рата одузета власнику и срушена заједно са још неким зградама а у том потезу од ње према истоку, сазидана су стамбене зграда за предратне и поратне генерације, које када питате где живе кажу „код Кичева“, и тако насеље добило овај назив за сва времена.
Кичево које се данас у административној подели града налази у Градској општини Медијана, налази се западно од центра града на простору од Трга краља Александра Ујединитеља до железничке пруге за Пирот.
Главна улица у насељу је улица Јована Ристића.

## Насеља која су добила назив по малама из 19. века

### Јоргован-мала
Од некадашњег Уреда (највећа раскрсница у центру града) до Хипи долине (корзоа из седамдесетих година поред хотела Ниш), није могло да се прође данашњом улицом Светозара Марковића, „а да се не очешете о неки јоргован”. По овој украсној и мирисној биљци је и цео тај крај (насеље) названо Јоргован-мала.
Иначе у 19. веку Ниш је био град лепих украсних биљака које су красиле простор испред многих кућа Нишлија.

### Шећер мала
По речи која на турском језику значи шећер или нешто топло, добила је назив ова некадашња нишка мала и једно од најлепших градских насеља. 
По неким изворима ова мала носила је назива и Господин-мала, јер су у њој некада били велелепни бокори ружичњака које су заливале лепе госпођице. 

### Стамбол капија
Насеља Стамбол капија, које се дана налази у центру града, настало је на простору око данашње Вождове улица, која се некада звала Стамболијске  јер је била на магистралном друму који је из центра Ниша ишао према Стамболу. У овом насељу некада је било турско гробље, Ислахана (занатска школа са интернатом), један од градских Хамама, џамија неколико приватних кућа виђенијих Турака и већи број башти.,
После ослобођења Ниша од  Турака на овом простору изграђена је основна школа, прва нишка гимназија, зграда начелства неколико кафана, занатских ради трговачких радњи и већи број приватних кућа.

### Јагодин мала
Јагодин мала је градска четврт Ниша  у градској општини Пантелеј.   Насеље је добило име по Јагодинцима које су Турци населили на имања Срба који нису редовно плаћали порез. Турци су Нишлије иселили у некадашњи Татар пазар у данашњој Бугарској. У насељу се налази рановизантијска гробница са фрескама која је откривена 1953. на десној обали Нишаве.

### Београд мала
Београд мала је нишко градско насеље у градској општини Црвени Крст. Назив је добило по капији на Тврђави која гледа ка Београду.

## Насеља која су добила назив по знаменитим личностима

### Апеловац
Насеље Апеловац добило је име по Јозефу Апелу који је на том месту отворио прву пивару у јужној Србији.

### Насеље Марково кале
Насеље Марково кале се налази у подножју највишег врха на Горици, последњем огранку планине Селичевице, јужно од Ниша. Настало је око одбрамбеног  бедема (познатог  као Абди-пашино утврђење), које је важило као одсудна зону одбране Ниша, накнадно је од Нишлија добило назив по легендарном Краљевићу Марку који је био у сталном сукобу са Турцима.
Током Српско-турског рата 1877—1878, Марково кале су заузеле српске јединице Шумадијског корпуса 7. јануара 1878. године. Сутрадан је са њега тучен Ниш (Нишка тврђава) и Ђурлински висови из 32 топа, а већ 11. јануара град је ослобођен.

### Комрен
Према књизи о насељу Комрен, аутора Марјана Радаковића сазнајемо да је ово нишко насеље добило назив по истоименом византијском богу Комрену.   Насеље је настало  још у средњем  Турски попис 1498. године га евидентира, под данашњим називом, са 53 куће, 13 неожењених, 2 удовичке куће и са дажбинама које износе 6.894 акче. Према турском попису нахије Ниш из 1516. године, ово насеље је било једно од 111 села нахије и носило је исти назив као данас, а имало је 44 кућа, 9 удовичка домаћинства, 8 самачка домаћинства.
Комрен је кроз историју изгубио карактер традиционалног села и добио лик периферијског насеља Ниша. Старији део насеља је подељен у две мале (Горњу и Доњу), док су нови насељски делови добијали називе према некој њиховој специфичности: Шоферско насеље, Рујничко насеље, Црногорско насеље итд. Највећи новонасељени део Комрена је настао са источне стране Хумског потока. Процес нове организације  Комрена одвијао се спонтано (самоникло) и у већини на руралан начин; закаснела планска урбанизација имала је озбиљних тешкоћа у погледу санације и ефикасније организације простора.
Насеље административно припада градској општини Црвени крст. Налази се око 4 km северно од центра града. Према попису из 2002. у њему је живело 5.725 становника (према попису из 1991. било је 4.919 становника).

## Бубањ
Градско насеље „Бубањ” названо је по гувну, некој врсти „вршалица за жито”, по коме су ишли у круг коњи и млели жито. Како гувно подсећало на бубањ и цело насеље је по томе добило назив.